# Хиксон, Дейв
Дэ́вид Хи́ксон (англ. David Hickson; 30 октября 1929, Солфорд — 8 июля 2013, Честер, Северо-Западная Англия) — английский футболист и футбольный тренер, играл на позиции нападающего.

## Биография

### Игровая карьера
Хиксон играл за «Эвертон», за который дебютировал в 1951 году после того, как он отслужил по системе Национальной службы. Самым известным в его карьере за «ирисок» стал матч Кубка Англии в сезоне 1952/53 против «Манчестер Юнайтед», проходивший 14 февраля 1953 года. По ходу матча Хиксон сначала покинул поле с рассечённой бровью. Поскольку в то время замены не разрешались, игроки «Эвертона» и 50 тысяч болельщиков на «Гудисон Парк», смирились, что «ириски» будут играть в меньшинстве. Однако Хиксон вернулся на поле и забил гол, который стал победным — «Эвертон» выиграл матч со счётом 2:1. По ходу матча его рана открылась, но он продолжил играть до конца матча и ушёл под овации трибун. По итогам того розыгрыша «Эвертон» в 1/2 финале проиграл «Болтон Уондерерс» со счётом 4:3. В том сезоне Хиксон стал одной из главных звёзд команды и по итогам следующего сезона забил 25 голов, что помогло «ирискам» выйти в Первый дивизион.
В 1955 году Хиксон перешёл в «Астон Виллу» — сумма трансфера составила 17500 фунтов стерлингов. Через два месяца он перешёл в «Хаддерсфилд Таун», в котором играл в течение двух сезонов. В августе 1957 года вернулся в «Эвертон», но в последующие два сезона он не стал таким результативным, как в свой период за «ирисок». Осенью 1959 года Хиксон перешёл в принципиального соперника «Эвертона» «Ливерпуль», что вызвало возмущение болельщиков обеих команд. В те годы «красных» тренировал Билл Шенкли и Хиксон стал одним из ключевых игроков атаки, которым являлся до 1961 года, поскольку в команду пришёл Иан Сент-Джон.
В 1961 году перешёл в «Кембридж Сити», в котором сыграл несколько игр, а затем перешёл в «Бери». В 1962 году перешёл в «Транмир Роверс», в котором отыграл два сезона, сыграв 45 матчей и забил 21 гол. Хиксон стал одним из трёх футболистов, которые играли за три ливерпульских клуба после Джона Хейдона и Фрэнка Митчелла.

### Смерть
Скончался 8 июля 2013 года после непродолжительной болезни в возрасте 83 лет.